# Федеральный закон № 139-ФЗ 2012 года
Федеральный закон № 139-ФЗ от 28 июля 2012 года (в прошлом Законопроект № 89417-6) — федеральный закон Российской Федерации «О внесении изменений в Федеральный закон „О защите детей от информации, причиняющей вред их здоровью и развитию“ и отдельные законодательные акты Российской Федерации по вопросу ограничения доступа к противоправной информации в сети Интернет». Этот закон внёс в другие федеральные законы ряд положений, предполагающих фильтрацию интернет-сайтов по системе чёрного списка и блокировку запрещённых интернет-ресурсов.
Ряд экспертов высказывали опасения, что данный закон может использоваться для цензуры Интернета.

## Затронутые законы
Федеральным законом № 139-ФЗ от 28 июля 2012 года были внесены изменения в следующие законы Российской Федерации:
- Федеральный закон от 29 декабря 2010 года № 436-ФЗ «О защите детей от информации, причиняющей вред их здоровью и развитию»[5];
- Федеральный закон от 7 июля 2003 г. № 126-ФЗ «О связи»[6];
- Федеральный закон от 27 июля 2006 г. № 149-ФЗ «Об информации, информационных технологиях и о защите информации»[7].

## История закона
Проект закона первоначально был разработан и представлен в декабре 2011 года Лигой безопасного интернета.
Некоммерческое партнёрство «Лига безопасного интернета» было учреждено в феврале 2011 года Благотворительным Фондом Святителя Василия Великого при поддержке Министерства связи и массовых коммуникаций РФ. Попечительский совет лиги возглавляет Игорь Щеголев, министр связи и массовых коммуникаций Российской Федерации, с 21 мая 2012 года — в отставке.
Проект закона проходил общественное обсуждение на сайте Лиги, в марте 2012 г. он обсуждался в Минкомсвязи, в апреле — на объединённой конференции Российского интернет-форума и конференции «Интернет и бизнес» (РИФ+КИБ).
7 июня 2012 года переработанный законопроект был внесён в Государственную Думу депутатами Е. Б. Мизулиной, С. В. Железняком, С. Н. Решульским, Я. Е. Ниловым от Комитета Государственной Думы по вопросам семьи, женщин и детей.
На конференции RIW-2012 в октябре 2012 Екатерина Ларина (директор департамента госполитики в области СМИ Минкомсвязи) заявила, что «закон написан, по сути, для борьбы именно с зарубежными сайтами — для их блокирования на уровне операторов связи».
14 ноября Мизулина заявила, что профилактическая цель закона (без применения наказания добиться безопасной информационной среды) достигнута.

## Рассмотрение законопроекта
Законопроект был принят Государственной Думой РФ, одобрен Советом Федерации и подписан президентом в чрезвычайно сжатые сроки:
- Внесение законопроекта в Думу — 7 июня 2012.
- Первое чтение — 6 июля 2012.
- Второе и третье чтение — 11 июля 2012[16]. Принят во втором чтении — 441 голос «за», в третьем чтении — 434 голоса «за»[17].

- 18 июля 2012 года законопроект был одобрен Советом Федерации[18].

- 28 июля 2012 года закон был подписан Президентом РФ Владимиром Путиным и принят как Федеральный закон № 139-ФЗ «О внесении изменений в Федеральный закон „О защите детей от информации, причиняющей вред их здоровью и развитию“ и отдельные законодательные акты Российской Федерации». Изменения в ФЗ «О защите детей от информации, причиняющей вред их здоровью и развитию» вступили в силу 30 июля, в день публикации. 1 ноября 2012 года вступили в силу положения, касающиеся единого реестра доменных имен и URL-адресов, содержащих запрещённую к распространению информацию[19]. Был создан Единый реестр запрещённых сайтов.

## Содержание закона

### Поправки в ФЗ «О защите детей от информации, причиняющей вред их здоровью и развитию»
Поправки вносятся в принятый 29 декабря 2010 года под № 436-ФЗ «Федеральный закон «О защите детей от информации, причиняющей вред их здоровью и развитию»». Поправки вносят множество мелких уточнений в закон, а также более подробно регламентируют способы маркировки контента. Так, до внесения поправок по этому закону каждую страницу в сети Интернет с информацией, «причиняющей вред…», нужно будет промаркировать специальными знаками: 6+, 12+, 16+, 18+ (старше 6 лет, старше 12 лет, старше 16 лет, старше 18 лет соответственно). По тексту ЗП № 89417-6 от 9 июля 2012 года (за два дня до принятия Думой), поправки устанавливают тексты знаков и делают исключение для сайтов, не являющихся «сетевыми изданиями», и для комментариев пользователей «сетевых изданий». Кроме того в поправках подробно описываются процедуры экспертизы «информационной продукции».
Законом вносится положение, что доступ к сети Интернет в «местах доступных для детей» должен быть ограничен. Также вносятся положения об ответственности за неприменение в местах, доступных для детей, операторами связи, оказывающими телематические услуги связи, либо администрацией таких мест при осуществлении доступа к информации, распространяемой через Интернет, административных и организационных мер, технических, программно-аппаратных средств защиты детей от информации, причиняющей вред их здоровью и (или) развитию.

### Поправки в ФЗ «О связи»
В Федеральный закон от 7 июля 2003 г. № 126-ФЗ «О связи» вносится поправка, что ограничение и возобновление доступа к информации, распространяемой через Интернет, регулируется Федеральным законом «Об информации, информационных технологиях и о защите информации».

### Поправки в ФЗ «Об информации, информационных технологиях и о защите информации»
Наиболее значительные изменения вносятся в Федеральный закон от 27 июля 2006 г. № 149-ФЗ «Об информации, информационных технологиях и о защите информации», хотя в названии законопроекта этот закон упоминается лишь как «отдельные законодательные акты». В частности, в данный федеральный закон вносятся следующие изменения:
- Даются определения интернет-сайта, интернет-страницы, доменного имени, сетевого адреса, владельца интернет-сайта, хостинг-провайдера.
- В закон добавляется новая статья 15¹ «Единый реестр доменных имен и (или) универсальных указателей страниц сайтов в сети Интернет и сетевых адресов сайтов в сети Интернет, содержащих информацию, запрещённую к распространению на территории Российской Федерации». Согласно которой:
  1. Создаётся информационная система «Единый реестр доменных имен и (или) универсальных указателей страниц сайтов в сети Интернет и сетевых адресов сайтов в сети Интернет, содержащих информацию, запрещённую к распространению на территории Российской Федерации федеральными законами» (далее — Реестр).
  2. К ведению Реестра может быть привлечена российская некоммерческая организация, соответствующая «критериям» (критерии должно будет разработать Правительство РФ).
  3. Оператор Реестра вносит в него ссылки на интернет-страницы или доменные имена, содержащие:
    - 1. После решений федеральных органов:
      - a) материалы с порнографическими изображениями несовершеннолетних и (или) объявлений о привлечении несовершеннолетних в качестве исполнителей для участия в зрелищных мероприятиях порнографического характера;
      - б) информацию о местах приобретения и о методах изготовления и использования наркотиков, психотропных веществ и их прекурсоров, либо о способах и местах культивирования наркосодержащих растений;
      - в) информацию о способах совершения самоубийства, а также призывов к совершению самоубийства;
      - г) (добавлено ФЗ 05.04.2013 № 50-ФЗ[20]) информацию о несовершеннолетних, пострадавших в результате противоправных деяний.

    - 2. любую иную информацию, запрещённую к распространению в России решениями судов.

  4. Решение о включении в Реестр доменных имен, ссылок на интернет-страницы сайтов и сетевых адресов сайтов можно обжаловать только через суд, причём лишь в течение 3 месяцев.
  5. С момента внесения доменного имени или ссылки на интернет-страницу в Реестр хостинг-провайдер обязан в течение суток проинформировать владельца сайта о необходимости незамедлительного удаления интернет-страницы целиком, на которой размещается запрещённая, по мнению оператора Реестра, информация.
  6. Владелец сайта обязан в течение суток с момента получения от хостинг-провайдера уведомления удалить данную интернет-страницу целиком. В случае отказа или бездействия владельца сайта, хостинг-провайдер обязан ограничить доступ к такому сайту в сети Интернет.
  7. В случае непринятия хостинг-провайдером и владельцем сайта данных мер, сетевой адрес сайта включается в Реестр.
  8. Оператор связи, оказывающий услуги по предоставлению доступа к сети Интернет, обязан в течение суток с момента включения сетевого адреса сайта в Реестр ограничить к нему доступ. Тот факт, что на одном IP-адресе могут находиться несколько сайтов с разными доменными именами[21][22][23], законом не учитывается.

### Изменения в законе
2017 год:
- Запрет на распространение информации о способах совершения самоубийства.
- Владельцы сайтов должны ограничивать доступ к информации, которая может навредить детям, если это требует прокурор.

2020 год:
- Запрет на распространение информации, которая "пропагандирует" ЛГБТ.
- Владельцы социальных сетей должны ограничивать доступ к информации, которая может навредить детям, если это требует Роскомнадзор.

2023 год:
- Запрет на распространение информации о "нетрадиционных сексуальных отношениях".
- Владельцы мессенджеров должны ограничивать доступ к информации, которая может навредить детям, если это требует Роскомнадзор.

Сайты, социальные сети и мессенджеры должны блокировать доступ к информации, которая может навредить детям.

## Критика законопроекта
Основная критика направлена на поправки в закон «Об информации, информационных технологиях и о защите информации». Так, Совет по правам человека при Президенте РФ выступил с заявлением:
…регламентируемая законопроектом процедура блокировки интернет-контента предполагает ограничение доступа к информации, запрещённой или нежелательной для детей, для всех пользователей российского сегмента сети Интернет — без возможной апелляции и процедуры повторного рассмотрения, без каких-либо ограничений, которые позволили бы трактовать предлагаемые меры не как введение цензуры, что прямо запрещено Конституцией Российской Федерации и ограничивает право людей на доступ к информации, нисколько не приближая к решению заявленных в законопроекте задач.

Также в заявлении отмечается: 
Мы считаем крайне важным остановить введение цензуры в русскоязычном сегменте сети Интернет и, в частности, на территории России — это приведёт к появлению нового „электронного занавеса“, что губительно скажется на правах и возможностях граждан России, на развитии общества в целом и становлении всей экономики.
Российская ассоциация электронных коммуникаций (РАЭК), в целом, поддержала поправки в ФЗ № 436 («О защите детей»), что касается поправок в закон «Об информации», то РАЭК выступила категорически против слишком широкого класса материалов, подлежащего внесению в Реестр и блокировки сайтов по сетевым адресам. Также РАЭК выступает против привлечения для ведения Реестра негосударственной организации.
Google, Живой Журнал, ВКонтакте и Яндекс также выступили против законопроекта.

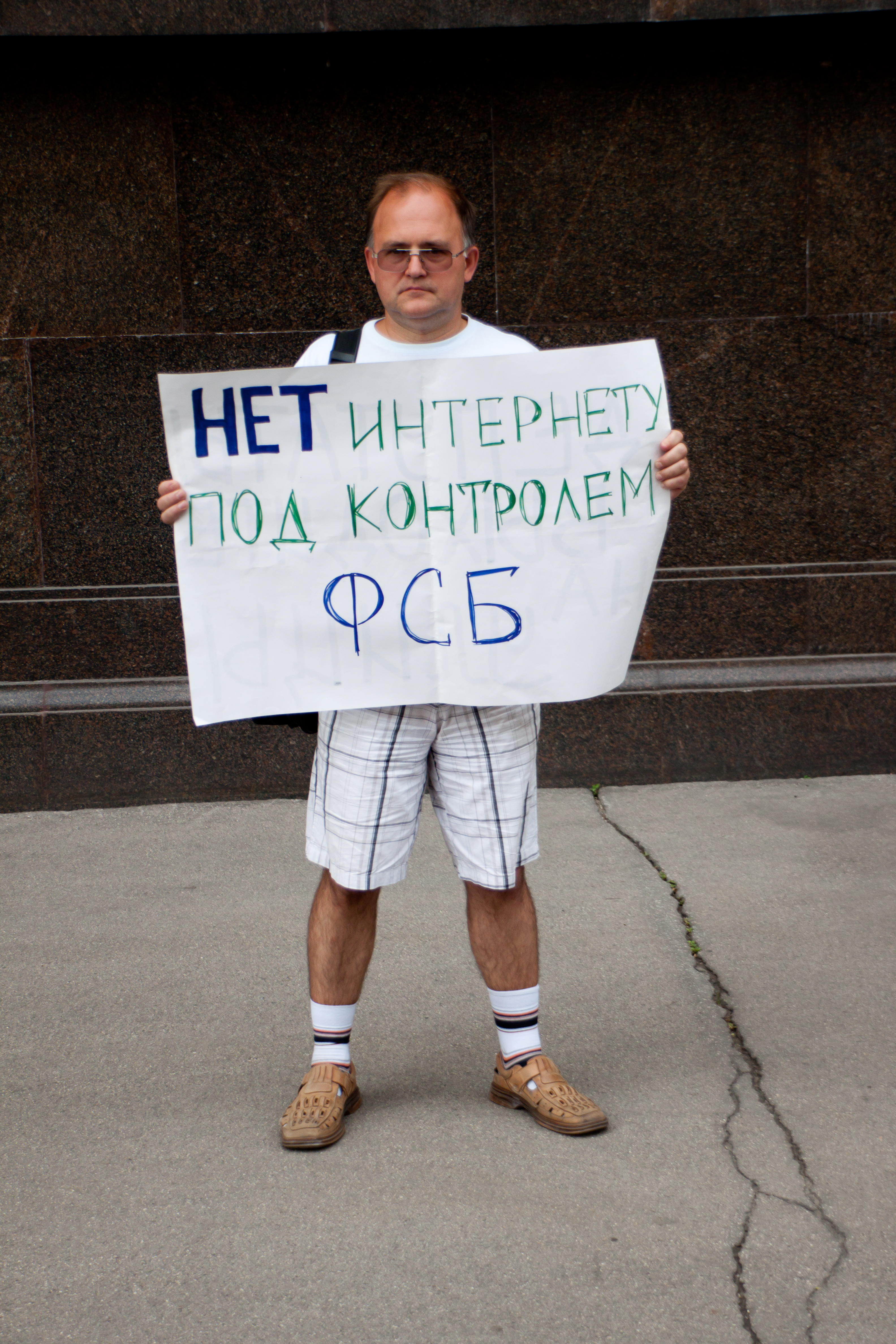
Сергей Кривов на одиночном пикете у здания ГД РФ в день принятия законопроекта
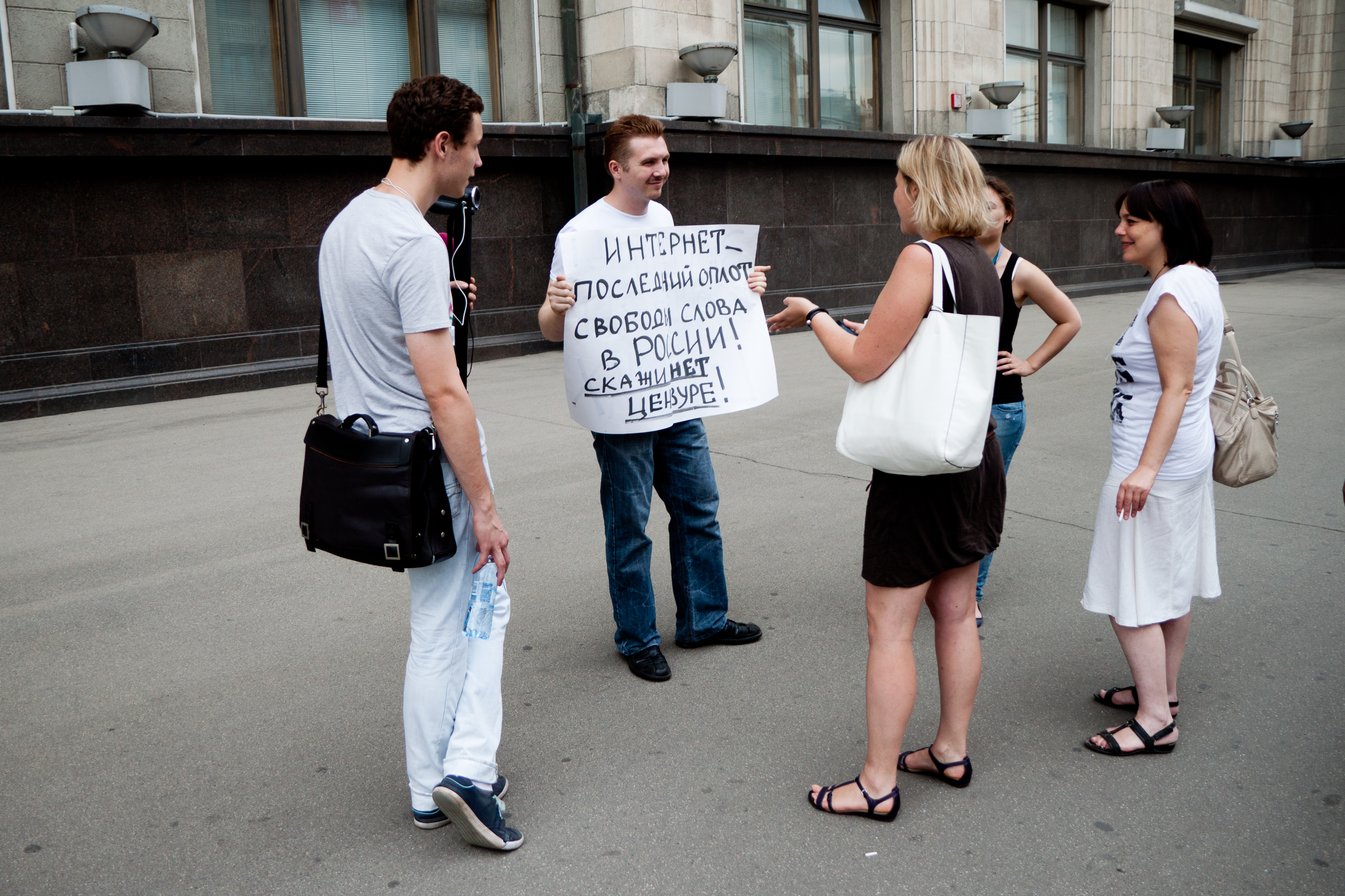
Одиночный пикет у здания ГД РФ в день принятия законопроекта
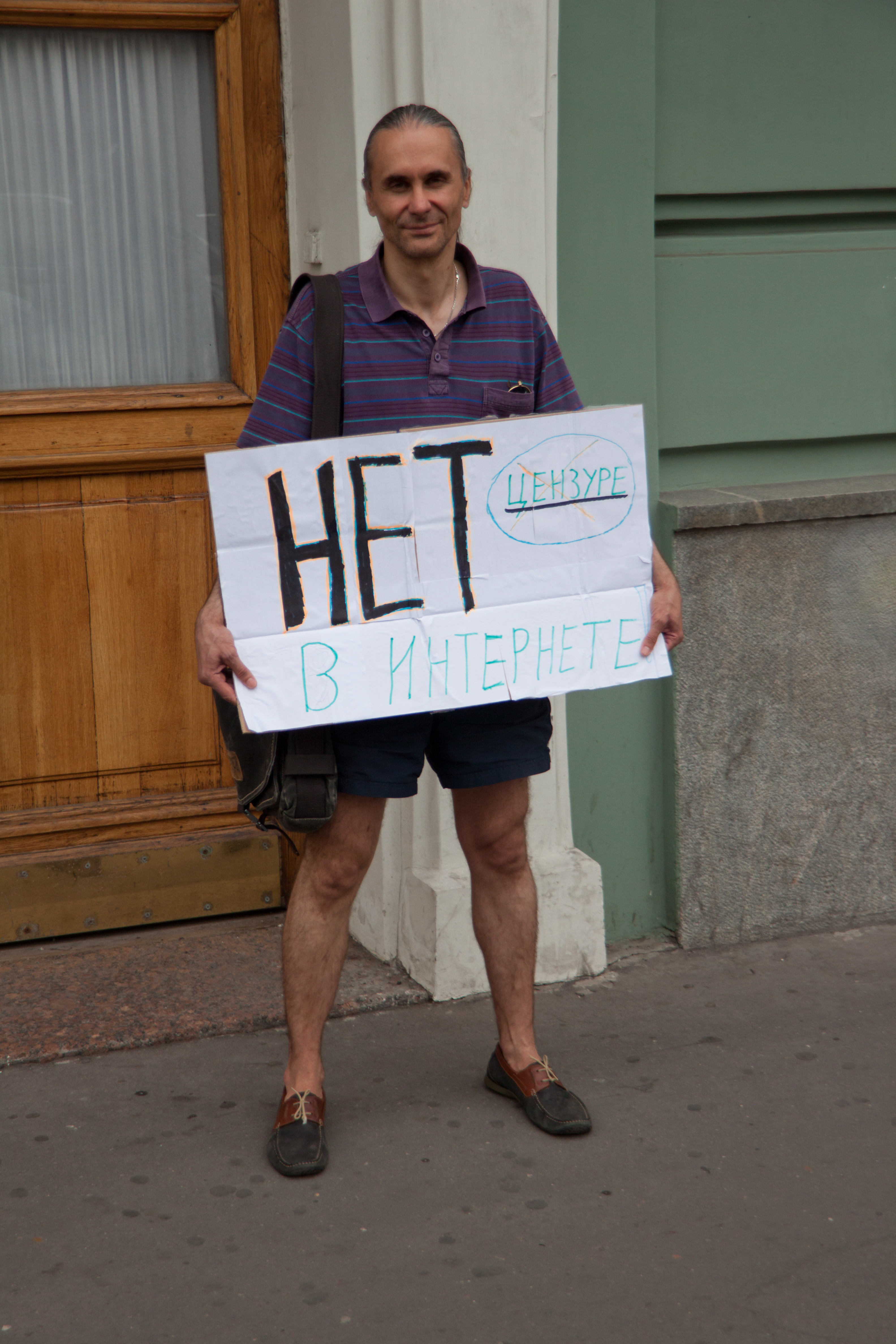
Одиночный пикет у здания ГД РФ в день принятия законопроекта
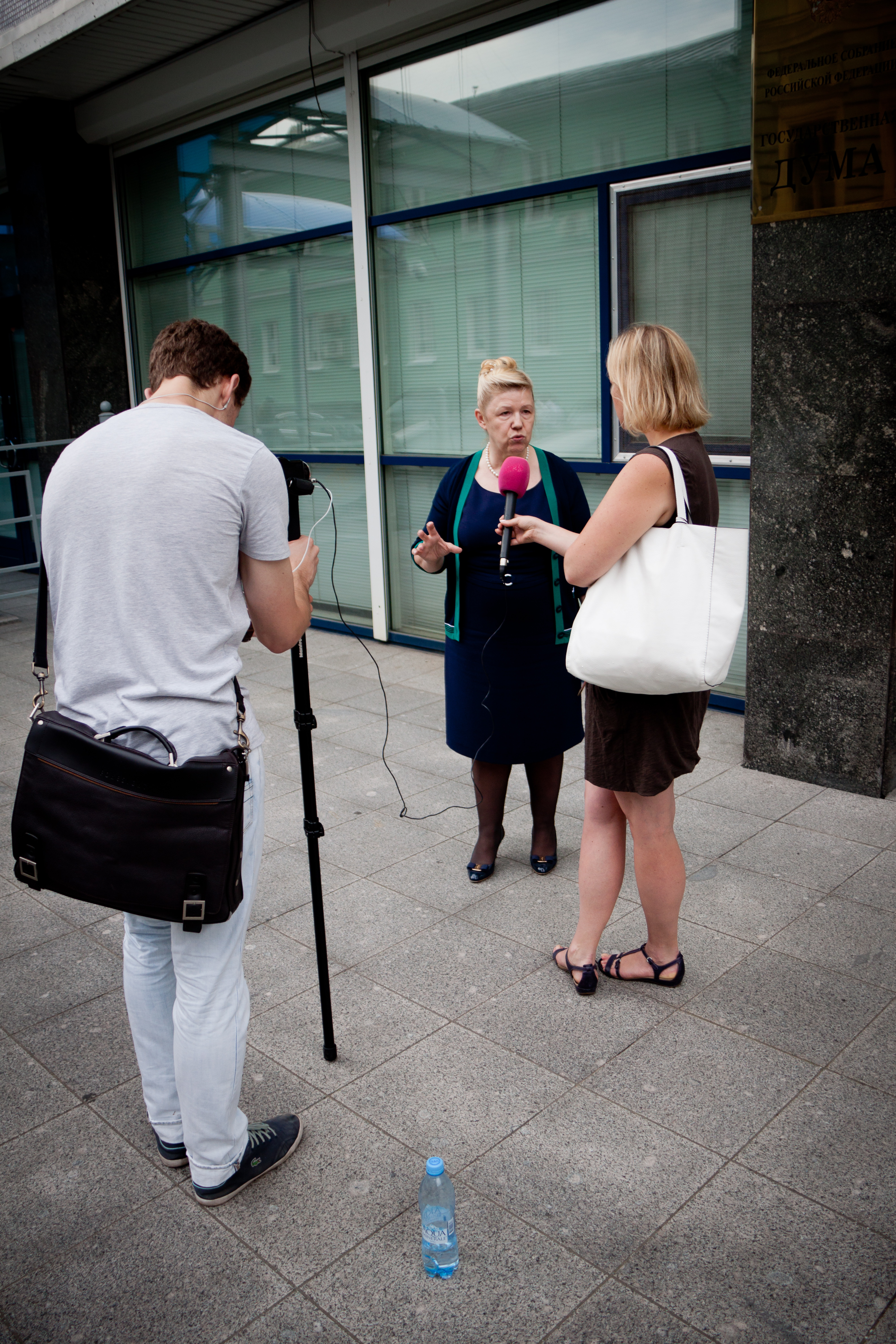
Автор законопроекта Елена Мизулина даёт комментарии в день его принятия Госдумой

## Забастовка русской Википедии

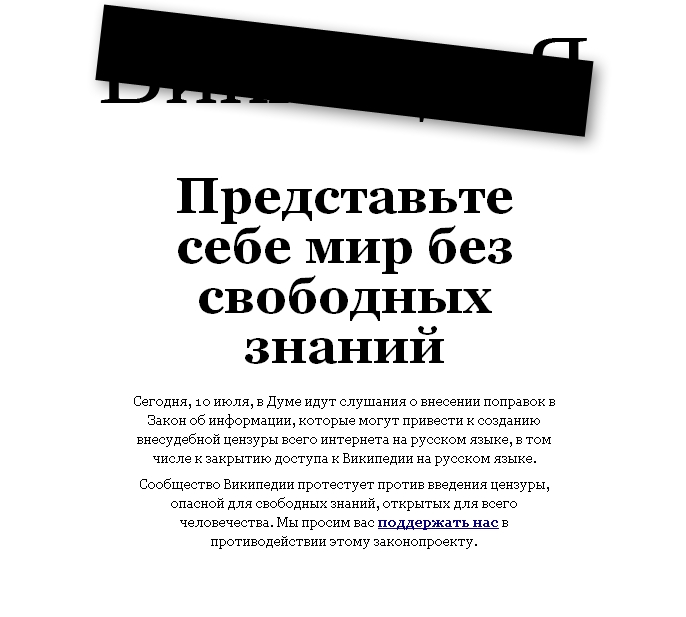
Внешний вид Русской Википедии 10 июля 2012.

10 июля 2012 года, за день до рассмотрения Государственной Думой законопроекта во втором чтении, сообщество Русской Википедии приняло решение о забастовке против поправок в закон «Об информации». Русская Википедия была недоступна в течение одних суток. Примечательно, что мобильная версия Википедии находилась в рабочем состоянии.